# Lusfrön
Lusfrön (Corispermum) är ett släkte av amarantväxter. Lusfrön ingår i familjen amarantväxter.

## Bildgalleri

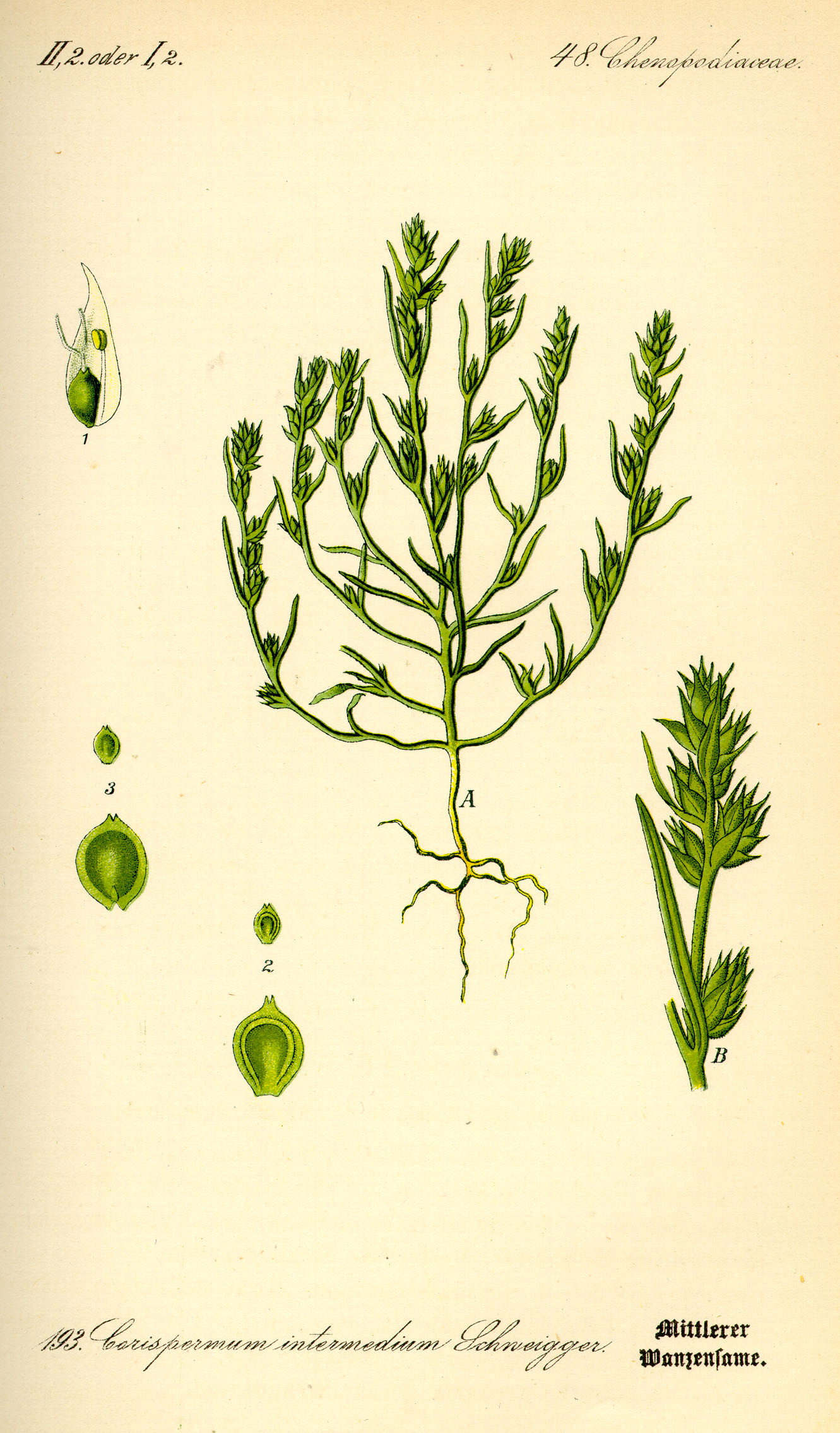
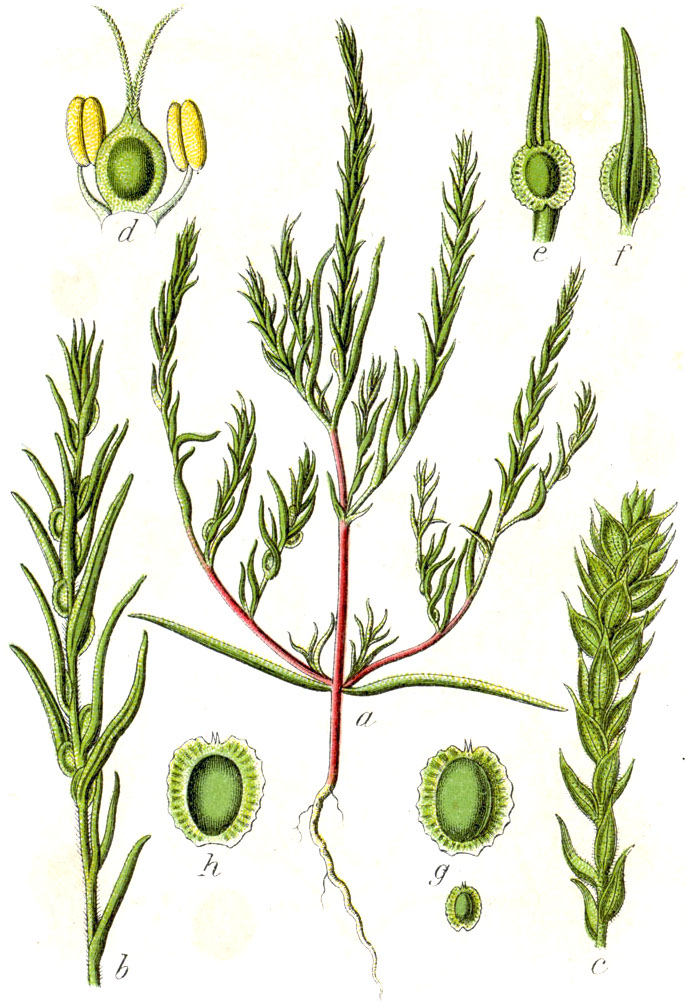

## Dottertaxa till Lusfrön, i alfabetisk ordning[1]
- Corispermum afghanicum
- Corispermum americanum
- Corispermum aralocaspicum
- Corispermum canescens
- Corispermum crassifolium
- Corispermum declinatum
- Corispermum filifolium
- Corispermum gallicum
- Corispermum glomeratum
- Corispermum heptapotamicum
- Corispermum hilariae
- Corispermum hyssopifolium
- Corispermum intermedium
- Corispermum komarovii
- Corispermum krylovii
- Corispermum laxiflorum
- Corispermum lehmannianum
- Corispermum marschallii
- Corispermum maynense
- Corispermum microspermum
- Corispermum mongolicum
- Corispermum nitidum
- Corispermum ochotense
- Corispermum orientale
- Corispermum pacificum
- Corispermum pallasii
- Corispermum pamiricum
- Corispermum papillosum
- Corispermum rechingeri
- Corispermum sibiricum
- Corispermum villosum